# Á Châu siêu tinh đoàn
Á Châu siêu tinh đoàn (tiếng Trung: 亞洲超星團, tiếng Anh: Asia Super Young) là chương trình tìm kiếm tài năng được TVB và Truyền thông Hoa Văn Tinh Không (STAR China Media) hợp tác sản xuất, chương trình được phát sóng độc quyền trên kênh truyền hình TVB và trên mạng Youku. 65 thí sinh tham gia đến từ các nơi khác nhau như Trung Quốc đại lục, Hồng Kông, Đài Loan, Nhật Bản, Hàn Quốc, Việt Nam, v.v... Cuối cùng sẽ trở thành một nhóm nhạc nam 9 thành viên hoạt động không giới hạn thời gian. Ngày 9/3/2024, đêm chung kết thành lập nhóm LOONG 9 có thành viên là Ollie, Lý Quyền Triết, Tiển Tĩnh Phong, Giang Tín Hy, Lương Thi Dục, Bạch Tử Dịch, Văn Tá Khuông, Huỳnh Dịch Bân và Trần Lương.

## Nền tảng phát sóng
| Quốc gia/ vùng | Kênh/ Nền tảng            | Ngày phát sóng | Thời gian phát sóng                     | Ghi chú |
| -------------- | ------------------------- | -------------- | --------------------------------------- | --- |
| Toàn cầu       | Youku, kênh Youtube Youku | 25/11/2023     | 19:00 thứ Bảy hàng tuần (giờ Việt Nam)  | Bản quốc tế phát sóng độc quyền trên mạng Youku |
| Hồng Kông      | TVB Jade                  | 25/11/2023     | 20:00 - 21:30 (theo giờ tại địa phương) | Bản cắt phát sóng độc quyền trên TVB, bản hoàn chỉnh được cập nhật trên myTV SUPER Ngày 9/12/2023 lui giờ phát sóng tập 3 thành 22:00 - 23:15 Ngày 16/12/2023 dời phát sóng tập 4 sang kênh TVB J2 Ngày 2/3/2024 tạm ngưng phát sóng để chuẩn bị cho chung kết |
| Ma Cao         | TVB Jade                  | 25/11/2023     | 20:00 - 21:30 (theo giờ tại địa phương) | Bản cắt phát sóng độc quyền trên TVB, bản hoàn chỉnh được cập nhật trên myTV SUPER Ngày 9/12/2023 lui giờ phát sóng tập 3 thành 22:00 - 23:15 Ngày 16/12/2023 dời phát sóng tập 4 sang kênh TVB J2 Ngày 2/3/2024 tạm ngưng phát sóng để chuẩn bị cho chung kết |

## Quá trình sản xuất chương trình
- Tháng 8 năm 2020, nền tảng video nội địa Trung Quốc Youku tuyên bố tại họp báo năm 2020 rằng hợp tác với Can Xing Media tung ra chương trình tìm kiếm tài năng "Á Châu siêu tinh đoàn", do nhà sản xuất của "Đây! Chính là nhảy đường phố" Lục Vỹ đảm nhiệm tổng đạo diễn, dự kiến phát sóng vào quý xuân năm 2021, chương trình chiêu mộ thực tập sinh ở khắp châu Á, cuối cùng sẽ thành lập nhóm nhạc nam quốc tế ra mắt[4]. Tháng 11 năm 2020, ca sĩ rap Trung Quốc GAI trở thành người hướng dẫn đầu tiên của chương trình[5]. Tháng 2 năm 2021, chương trình bị hoãn lại đến tháng 8 năm 2021 vì dịch bệnh virus corona mới. Tháng 4 năm 2021, chương trình bắt đầu chiêu mộ trực tuyến toàn cầu, phát hành video kêu gọi mọi người tham gia chương trình do các nghệ sĩ thuộc SM Entertainment thực hiện, và công bố đạo diễn Nhật Bản Iwai Shunji làm giám khảo chương trình, nhưng do bị ảnh hưởng bởi việc chương trình tuyển chọn của iQiyi "Thanh xuân có bạn 3" bị đình chỉ phát sóng vì tranh cãi, việc ghi hình các chương trình tài năng đã bị hủy do sự kiểm soát chặt chẽ.
- Tháng 5 năm 2023, tổng giám đốc của TVB Tăng Chí Vỹ công bố sẽ hợp tác với Can Xing Media để sản xuất "Á Châu siêu tinh đoàn", chiêu mộ thực tập sinh ở khu vực châu Á[6]. Ngày 8 tháng 8 năm 2023, ban tổ chức công bố áp phích tuyên truyền của 65 thực tập sinh tham gia cuộc thi,[7][8][9] ngày 22 tháng 8 năm 2023, TVB thông qua truyền thông cho biết, do vấn đề sức khỏe của Tăng Chí Vỹ và những tranh cãi liên quan đến bên sản xuất Can Xing Media, "Á Châu siêu tinh đoàn" dự kiến phát sóng vào ngày 3 tháng 9 sẽ bị hoãn lại.[10][11]
- Tháng 10 năm 2023, trên "TVB Sales Expo 2024" phát sóng đoạn trailer của "Á Châu siêu tinh đoàn", xác nhận chương trình sẽ được phát sóng.[12] Ngày 7 tháng 11, chương trình chính thức thông báo trên nền tảng mạng xã hội rằng chương trình sẽ được phát sóng đồng bộ trên TVB và Youku bản quốc tế vào ngày 25 tháng 11.[13]

## Đoàn đội sản xuất
Cuối tháng 10 năm 2023, tại TVB Sales Expo 2024, công bố danh sách nhà sản xuất chính và các người hướng dẫn, gồm có:
- Người triệu tập: Tăng Chí Vỹ
- Nhà sản xuất chính: Rain
- Người hướng dẫn: Tô Chí Uy, Trình Tiêu, Chu Chính Đình, Nông Phu FAMA (C Quân, Lục Vĩnh)
- Tường thuật: Lý Khải Kiệt

## Thực tập sinh
Ngày 8 tháng 8 năm 2023, họp báo công bố hình poster của 65 thực tập sinh tham gia
| Tên thí sinh      | Tên thí sinh | Tên thí sinh    | Sinh nhật         | Quốc tịch                     | Công ty                        | Thứ hạng cuối cùng |
| ----------------- | ------------ | --------------- | ----------------- | ----------------------------- | ------------------------------ | ------------------ |
| A Hân Nhiên       | 阿昕然       | Ansel           | 7 tháng 5, 2000   | Trung Quốc                    |                                | 60                 |
| Ngải Khắc Lực Á   | 艾克力亞     | Akilyar         | 30 tháng 11, 2001 | Trung Quốc                    | Ouyin Media                    | 22                 |
| Ngải Dục Khôn     | 艾煜坤       | Albert          | 30 tháng 3, 2004  | Trung Quốc                    | Thực tập sinh cá nhân          | 33                 |
| Áo Lợi            | 奧利         | Ollie           | 31 tháng 3, 2006  | Trung Quốc                    | Yuehua Entertainment           | 1                  |
| Ái Hợp            | 愛合         | Albert          | 12 tháng 8, 2003  | Trung Quốc                    | Thực tập sinh cá nhân          | 23                 |
| Bạch Tử Dịch      | 白子奕       | Albin           | 30 tháng 9, 1999  | Trung Quốc                    | Banana entertainment           | 6                  |
| Trần Lương        | 陳梁         | Felix           | 8 tháng 9, 2000   | Trung Quốc                    | Thực tập sinh cá nhân          | 9                  |
| Trần Hâm Hạo      | 陳鑫昊       | CHEN XIN HAO    | 25 tháng 5, 2002  | Trung Quốc                    | Yuehua Entertainment           | 15                 |
| Thái Hâm          | 蔡鑫         | C.I             | 5 tháng 3, 1999   | Trung Quốc                    | One Cool Jacso                 | 21                 |
| Đại Mộng          | 大夢         | Hiromu          | 9 tháng 7, 2000   | Nhật Bản                      | Accessbright entertainment     | 44                 |
| Đinh Tử Lãng      | 丁子朗       | Karl            | 30 tháng 6, 1997  | Hồng Kông, Trung Quốc         | TVB                            | 46                 |
| Phương Ngọc Hanh  | 方玉亨       | ATILLA          | 1 tháng 11, 2007  | Hồng Kông, Trung Quốc         | TVB                            | 19                 |
| Quang Hựu         | 光祐         | KOSUKE          | 20 tháng 8, 2000  | Nhật Bản                      | HHOPE Media                    | 48                 |
| Quách Điện Giáp   | 郭殿甲       | GUO DIAN JIA    | 8 tháng 8, 2004   | Trung Quốc                    | Yuehua Entertainment           | 12                 |
| Hoàng Hâm         | 黃鑫         | Eliott          | 24 tháng 11, 1999 | Trung Quốc                    | Văn Hóa Bất Bình Phàm Bắc Kinh | 38                 |
| Hoàng Phan        | 黃攀         | Dillion         | 15 tháng 11, 2000 | Hoa Kỳ/ Việt Nam              | Thực tập sinh cá nhân          | 43                 |
| Hác Thụy Nhiên    | 郝瑞然       | Kenny           | 8 tháng 12, 2002  | Hoa Kỳ                        | Thực tập sinh cá nhân          | Rút khỏi cuộc thi  |
| Huỳnh Hoàng Hùng  | 黃輝雄       | Gemini          | 5 tháng 6, 1999   | Việt Nam                      | J Double Entertainment Vietnam | 17                 |
| Huỳnh Dịch Bân    | 黃奕斌       | Hugo            | 12 tháng 1, 2000  | Hồng Kông, Trung Quốc         | TVB (All About Music)          | 8                  |
| Hoàng Thăng Đại   | 黃昇大       | HWANG SEUNG DAE | 17 tháng 3, 1998  | Hàn Quốc                      | One Cool Jacso                 | 28                 |
| Huỳnh Tinh Xước   | 黃星綽       | Hugo            | 14 tháng 3, 2003  | Hồng Kông, Trung Quốc         | Thực tập sinh cá nhân          | 41                 |
| Hách Mộc Ân       | 赫沐恩       | zack            | 29 tháng 3, 2004  | Trung Quốc                    | Yuehua Entertainment           | 55                 |
| Giang Tín Hy      | 江信熹       | KONG SON HEI    | 18 tháng 2, 2002  | Ma Cao, Trung Quốc            | Yuehua Entertainment           | 4                  |
| Kim Đông Bân      | 金東彬       | KIM DONG BIN    | 18 tháng 3, 2001  | Hàn Quốc                      | One Cool Jacso                 | 13                 |
| Giang Văn Tuấn    | 江文俊       | John            | 19 tháng 6, 2001  | Trung Quốc                    | Thực tập sinh cá nhân          | 62                 |
| Long Chi Giới     | 龍之介       | RYUNOSUKE       | 1 tháng 7, 1999   | Nhật Bản                      | HHOPE Media                    | 49                 |
| Lộ Kỷ             | 路己         | Roy             | 2 tháng 1, 2006   | Nhật Bản                      | Accessbright entertainment     | 24                 |
| Lương Thi Dục     | 梁詩煜       | LIANG SHI YU    | 22 tháng 9, 2000  | Trung Quốc                    | Yuehua Entertainment           | 5                  |
| Lâm Triển Thước   | 林展爍       | Leo             | 5 tháng 9, 2003   | Trung Quốc                    | SDT entertainment              | 39                 |
| Lý Trạch Dương    | 李澤楊       | G-Thursday      | 16 tháng 7, 2002  | Trung Quốc                    | Speculative Cuture             | 63                 |
| Lý Quyền Triết    | 李權哲       | Ely             | 21 tháng 1, 2001  | Trung Quốc                    | Yuehua Entertainment           | 2                  |
| Lý Dật            | 李逸         | Lucifer         | 31 tháng 12, 2002 | Trung Quốc                    | Yuehua Entertainment           | 50                 |
| Lâm Sĩ Nguyên     | 林士元       | One             | 8 tháng 1, 2000   | Trung Quốc                    | Thực tập sinh cá nhân          | 18                 |
| La Dịch Kiệt      | 羅奕傑       | Bobo            | 13 tháng 9, 2002  | Trung Hoa Dân Quốc (Đài Loan) | Star moon entertainment        | 31                 |
| Ninh Hạo Nhiên    | 寧浩然       | Neil            | 13 tháng 8, 2000  | Trung Quốc                    | Xingyu yinhe entertainment     | 29                 |
| Âu Phách Hào      | 區珀豪       | Pako            | 14 tháng 7, 2002  | Hồng Kông, Trung Quốc         | Thực tập sinh cá nhân          | 32                 |
| Tôn Tiêu Uy       | 孫瀟威       | Service         | 16 tháng 2, 2003  | Trung Quốc                    | Thực tập sinh cá nhân          | 61                 |
| Tôn Cánh Đông     | 孫竟東       | DDMORECASH      | 15 tháng 2, 2001  | Trung Quốc                    |                                | 57                 |
| Thẩm Tử Hào       | 沈梓豪       | Sean            | 3 tháng 11, 1998  | Trung Quốc                    |                                | 53                 |
| Thư Hạo           | 舒灝         | Orenda          | 12 tháng 9, 2000  | Trung Quốc                    | Giant Goal Entertainment       | 42                 |
| Thổ Phương Lưu Y  | 土方琉伊     | Lui             | 12 tháng 3, 2002  | Nhật Bản                      |                                | 52                 |
| Đàm Dịch Thiên    | 譚奕天       | Skye            | 29 tháng 10, 2002 | Trung Quốc                    | SDT entertainment              | 14                 |
| Đàm Tư Nguyên     | 譚思源       | Jerry           | 30 tháng 12, 2001 | Trung Quốc                    | Lionsfrire Pictures            | 47                 |
| Vương Khôn        | 王坤         | Walker          | 23 tháng 1, 2005  | Trung Quốc                    | Khôn Đức Cầm Ngữ Bắc Kinh      | 58                 |
| Ngô Huyền Diệp    | 吳玄曄       | Aiden           | 26 tháng 2, 2002  | Trung Quốc                    | Banana entertainment           | 36                 |
| Uông Mục Thanh    | 汪穆清       | WANG MU QING    | 15 tháng 5, 1998  | Trung Quốc                    | Yuehua Entertainment           | 20                 |
| Vệ Hiên Vấn       | 衛軒汶       | David           | 17 tháng 10, 2004 | Trung Quốc                    |                                | Rút khỏi cuộc thi  |
| Văn Tá Khuông     | 文佐匡       | Sean            | 24 tháng 1, 2000  | Hồng Kông, Trung Quốc         | TVB                            | 7                  |
| Vương Nhan Hoằng  | 王顔宏       | Dale            | 19 tháng 11, 1998 | Trung Quốc                    | Thực tập sinh cá nhân          | 45                 |
| Vương Đông Thần   | 王東晨       | dc              | 14 tháng 1, 1998  | Trung Quốc                    | Yuehua Entertainment           | 54                 |
| Từ Nguyên Khôn    | 徐源坤       | Kun             | 12 tháng 9, 2000  | Trung Quốc                    | Thực tập sinh cá nhân          | 37                 |
| Tạ Hâm            | 謝鑫         | XIN             | 21 tháng 2, 2002  | Trung Quốc                    | Qin's Entertainment            | 27                 |
| Tiển Tĩnh Phong   | 冼靖峰       | Archie          | 15 tháng 5, 1998  | Hồng Kông, Trung Quốc         | TVB (All About Music)          | 3                  |
| Tiêu Vũ Hạo       | 肖宇浩       | Shawn           | 25 tháng 2, 2000  | Trung Quốc                    |                                | 51                 |
| Dương Truyền Trác | 楊傳卓       | Ablitt          | 14 tháng 1, 2005  | Trung Quốc                    | Banana entertainment           | 56                 |
| Doãn Tuấn Lam     | 尹俊嵐       | YIN JUN LAN     | 11 tháng 2, 2000  | Trung Quốc                    | Yuehua Entertainment           | 16                 |
| Dương Diệc Thần   | 楊亦辰       | Kingsley        | 13 tháng 6, 1999  | Trung Quốc                    | Thực tập sinh cá nhân          | 40                 |
| Dư Tông Dao       | 余宗遙       | DEZ             | 24 tháng 1, 2000  | Hồng Kông, Trung Quốc         | Universal Music Hong Kong      | 30                 |
| Trịnh Lại Hựu     | 鄭吏佑       | CHENG LI YU     | 28 tháng 3, 2001  | Trung Hoa Dân Quốc (Đài Loan) | DH Holdings                    | 35                 |
| Triệu Thiên Dực   | 趙天翼       | Sky             | 5 tháng 11, 2008  | Trung Quốc                    | Thực tập sinh cá nhân          | 10                 |
| Trí Thụ           | 智樹         | Tomoki          | 22 tháng 2, 2000  | Nhật Bản                      | Accessbright entertainment     | 34                 |
| Trương Hạo Liêm   | 張鎬濂       | Ashley          | 15 tháng 8, 2000  | Hồng Kông, Trung Quốc         | Yuehua Entertainment           | 11                 |
| Trương Thắng Hy   | 張勝希       | Vic             | 31 tháng 10, 2000 | Trung Quốc                    | SDT entertainment              | 25                 |
| Chung Tuấn Nhất   | 鐘駿一       | ONE             | 8 tháng 7, 2002   | Trung Quốc                    | L.TAO entertainment            | 26                 |
| Chu Vĩnh Cường    | 朱永強       | Tuna            | 25 tháng 3, 1999  | Trung Quốc                    | Thực tập sinh cá nhân          | 59                 |

## Các bảng xếp hạng liên quan
| # | Tập giới thiệu  | Tập 2                | Tập 3                 | Tập 4                | Tập 5              | Tập 6              | Tập 7               | 9/1/2024             | Tập 8                | Tập 10               | 30/1/2024           | Tập 11             | 6/2/2024            |
| - | --------------- | -------------------- | --------------------- | -------------------- | ------------------ | ------------------ | ------------------- | -------------------- | -------------------- | -------------------- | ------------------- | ------------------ | ------------------- |
| 1 | Ollie           | Ollie ()             | Phương Ngọc Hanh (19) | Ollie (3)            | Ollie ()           | Ollie ()           | Huỳnh Dịch Bân (4)  | Lý Quyền Triết (1)   | Giang Tín Hy (1)     | Lý Quyền Triết (1)   | Giang Tín Hy (2)    | Giang Tín Hy ()    | Giang Tín Hy ()     |
| 2 | Lý Quyền Triết  | Lý Quyền Triết ()    | Lý Quyền Triết ()     | Giang Tín Hy (10)    | Giang Tín Hy ()    | Lý Quyền Triết (1) | Lý Quyền Triết ()   | Giang Tín Hy (5)     | Lý Quyền Triết (1)   | Lương Thi Dục (4)    | Kim Dong Bin (12)   | Ollie (4)          | Lý Quyền Triết (1)  |
| 3 | Đàm Dịch Thiên  | Đàm Dịch Thiên ()    | Tiển Tĩnh Phong (10)  | Lý Quyền Triết (1)   | Lý Quyền Triết ()  | Giang Tín Hy (1)   | Tiển Tĩnh Phong (3) | Tiển Tĩnh Phong ()   | Ollie (2)            | Giang Tín Hy (2)     | Trần Lương (2)      | Lý Quyền Triết (1) | Ollie (1)           |
| 4 | Chung Tuấn Nhất | Trương Thắng Hy (4)  | Ollie (3)             | Doãn Tuấn Lam (4)    | Doãn Tuấn Lam ()   | Huỳnh Huy Hùng (6) | Trần Lương (3)      | Huỳnh Dịch Bân (3)   | Huỳnh Dịch Bân ()    | Triệu Thiên Dực (17) | Lý Quyền Triết (3)  | Lương Thi Dục (9)  | Tiển Tĩnh Phong (7) |
| 5 | Trần Hâm Hạo    | Lâm Triển Thước (9)  | Huỳnh Dịch Bân (13)   | Huỳnh Dịch Bân ()    | Huỳnh Dịch Bân ()  | Huỳnh Dịch Bân ()  | Ollie (4)           | Ollie ()             | Quách Điện Giáp (10) | Trần Lương (2)       | Tiển Tĩnh Phong (5) | Trần Lương (2)     | Lương Thi Dục       |
| 6 | Doãn Tuấn Lam   | Ái Hợp (16)          | Trần Lương (32)       | Tiển Tĩnh Phong (3)  | Tiển Tĩnh Phong () | Tiển Tĩnh Phong () | Huỳnh Huy Hùng (2)  | Trương Hạo Liêm (35) | Lương Thi Dục (5)    | Huỳnh Dịch Bân (2)   | Ollie (1)           | Trần Hâm Hạo (3)   | Trần Lương (1)      |
| 7 | Tiển Tĩnh Phong | Ái Dục Khôn (17)     | Kim Dong Bin (8)      | Kim Dong Bin ()      | Trần Lương (1)     | Trần Lương ()      | Giang Tín Hy (4)    | Trần Lương (3)       | Trần Lương ()        | Lý Quyền Triết (5)   | Đàm Dịch Thiên (11) | Doãn Tuấn Lam (3)  | Triệu Thiên Dực (9) |
| 8 | Trương Thắng Hy | Huỳnh Huy Hùng (38)  | Doãn Tuấn Lam (26)    | Trần Lương (2)       | Kim Dong Bin (1)   | Doãn Tuấn Lam (4)  | Kim Dong Bin (1)    | Huỳnh Huy Hùng (2)   | Trần Hâm Hạo (8)     | Quách Điện Giáp (3)  | Huỳnh Huy Hùng (4)  | Kim Dong Bin (6)   | Trần Hâm Hạo (2)    |
| 9 | Trương Hạo Liêm | Triệu Thiên Dực (42) | Văn Tá Khuông (16)    | Phương Ngọc Hanh (8) | Trần Hâm Hạo (6)   | Kim Dong Bin (1)   | Đàm Dịch Thiên (19) | Kim Dong Bin (1)     | Tiển Tĩnh Phong (6)  | Trần Hâm Hạo (1)     | Trần Hâm Hạo ()     | Đàm Dịch Thiên (2) | Huỳnh Dịch Bân (3)  |

## Tỷ suất xem đài

### Hồng Kông: Ratings cao nhất trên nền tảng TVB[chú thích 3]
| Thời gian phát sóng | Số tập | Giai đoạn thi đấu                                    | Ratings cao nhất trên các nền tảng |
| ------------------- | ------ | ---------------------------------------------------- | ---------------------------------- |
| 25/11/2023          | 1      | Stage sát hạch đầu                                   | 19.3 điểm (1,24 triệu người xem)   |
| 2/12/2023           | 2      | Stage sát hạch đầu                                   | 14.9 điểm (960.000 người xem)      |
| 9/12/2023           | 3      | Chọn bài hát và nhóm cho "Công 1"                    | —                                  |
| 16/12/2023          | 4      | Công diễn lần 1                                      | —                                  |
| 23/12/2023          | 5      | Công diễn lần 1                                      | 14.5 điểm (940.000 người xem)      |
| 30/12/2023          | 6      | Tranh giành vị trí C cho bài hát chủ đề              | 15.9 điểm (1,03 triệu người xem)   |
| 6/1/2024            | 7      | Chọn bài hát và nhóm cho "Công 2"                    | 15.2 điểm (990.000 người xem)      |
| 13/1/2024           | 8      | Công diễn lần 2                                      | 14.1 điểm (910.000 người xem)      |
| 20/1/2024           | 9      | Công diễn lần 2                                      | 14.2 điểm (920.000 người xem)      |
| 27/1/2024           | 10     | Chọn bài hát và nhóm cho "Công 3"                    | —                                  |
| 3/2/2024            | 11     | Công diễn lần 3                                      | 12.7 điểm (820.000 người xem)      |
| 17/2/2024           | 12     | Công diễn lần 3                                      | 14.3 điểm (930.000 người xem)      |
| 24/2/2024           | 13     | Công bố số người vào chung kết                       | 12.9 điểm (840.000 người xem)      |
| 9/3/2024            | 14     | Chung kết đêm thành lập nhóm "Á Châu siêu tinh đoàn" |                                    |

## Giải thưởng và đề cử
| Năm  | Lễ trao giải          | Hạng mục giải thưởng                                                 | Tác phẩm                                                                 | Kết quả        |
| ---- | --------------------- | -------------------------------------------------------------------- | ------------------------------------------------------------------------ | -------------- |
| 2024 | Lễ trao giải TVB 2023 | Chương trình tạp kỹ hay nhất                                         | "Á Châu siêu tinh đoàn"                                                  | Đề cử (Top 5)  |
| 2024 | Lễ trao giải TVB 2023 | Chương trình tin tức và tạp kỹ TVB được yêu thích nhất vùng Vịnh Lớn | "Á Châu siêu tinh đoàn"                                                  | Đề cử (Top 10) |
| 2024 | Lễ trao giải TVB 2023 | Chương trình tin tức và tạp kỹ TVB được yêu thích nhất Malaysia      | "Á Châu siêu tinh đoàn"                                                  | Đề cử (Top 15) |
| 2024 | Lễ trao giải TVB 2023 | Ca khúc truyền hình hay nhất                                         | 閃耀/ Shining (Hát chính: Các thực tập sinh của "Á Châu siêu tinh đoàn") | Đề cử (Top 5)  |